# Stella by Starlight
«Stella by Starlight» (с англ. — «Стелла при свете звезд») — популярная песня Виктора Янга, которая первоначально была написана в качестве инструментальной музыкальной темы к фильму 1944 года «Незваные». Позднее, в 1946 году, Нед Вашингтон написал текст.
Песня стала одним из самых популярных стандартов. Его запись в мае 1947 года, сделанная Гарри Джеймсом и его оркестром, достигла 21-го места в поп-чартах. Два месяца спустя запись Фрэнка Синатры с Акселем Стордалем и его оркестром также поднялась на 21-ю позицию.
Чарли Паркер, альт-саксофонист, в сопровождении большого студийного оркестра, включая струнные, сделал первую джазовую запись песни в январе 1952 года. За этим последовала запись тенор-саксофониста Стэна Гетца в декабре 1952 года, трубача Чета Бейкера в 1954 году, фортепианная версия Бада Пауэлла и исполнение биг-бэнда Стэна Кентона с участием бас-тромбониста Джорджа Робертса. Нэт Кинг Коул записал инструментальную версию для своего альбома 1955 года The Piano Style of Nat King Cole.
Запись Майлза Дэвиса была включена в его альбом 1958 года Jazz Track. Другие джазовые записи были сделаны Редом Гарландом, Мейнардом Фергюсоном, Эрлом Грантом, Джо Пассом, Биллом Эвансом, Артом Блэйки и The Jazz Messengers, Максом Роучем,Лу Дональдсоном, Чарли Роузом и Декстером Гордоном. Вокальные версии были записаны Билли Экстайном, Диком Хеймсом, Рэем Чарльзом, Анитой О’Дэй, Хелен Редди, Тони Беннеттом, Эллой Фитцджеральд, Миной в 1964 году и многими другими.